# Kingston (New York)
Kingston je město v americkém státě New York v okrese Ulster County. Nachází se asi 130 km severně od města New York a asi 80 km jižně od města Albany na řece Hudson River. V roce 2020 zde žilo asi 24 tisíc obyvatel. Leží na východní hranici okresu a je i sídlem okresu. V minulosti bylo město hlavním městem státu New York.